# جان مایکل هیگینز
جان مایکل هیگینز (انگلیسی: John Michael Higgins؛ زادهٔ ۱۲ فوریهٔ ۱۹۶۳) یک هنرپیشه، و صدا پیشه اهل ایالات متحده آمریکا است. وی از سال ۱۹۸۵ میلادی تاکنون مشغول فعالیت بوده است.
از فیلم‌ها یا برنامه‌های تلویزیونی که وی در آن نقش داشته است می‌توان به شوخی با دیک و جین، تیغه: سه گانگی، مرد پاسخ‌های مثبت، سگ را بجنبان، معلم بد، حقیقت زشت، ما باغ وحش خریدیم، بوسه خون‌آشام، جدایی، آوازخوان حرفه‌ای ۳، فرار زوج‌ها اشاره کرد.